# Erica Sharp
Erica Jo Sharp (29 de marzo de 1975) es una deportista canadiense que compitió en lucha libre. Ganó dos medallas en el Campeonato Mundial de Lucha, plata en 1999 y bronce en 2007, y una medalla de plata en el Campeonato Panamericano de Lucha de 1997.

## Palmarés internacional
| Campeonato Mundial      | Campeonato Mundial     | Campeonato Mundial | Campeonato Mundial |
| Año                     | Lugar                  | Medalla            | Categoría          |
| ----------------------- | ---------------------- | ------------------ | ------------------ |
| 1999                    | Boden (Suecia)         | Medalla de plata   | 51 kg              |
| 2007                    | Bakú (Azerbaiyán)      | Medalla de bronce  | 51 kg              |
| Campeonato Panamericano |                        |                    |                    |
| Año                     | Lugar                  | Medalla            | Categoría          |
| 1997                    | San Juan (Puerto Rico) | Medalla de plata   | 51 kg              |